# San Gregorio nelle Alpi
San Gregorio nelle Alpi – miejscowość i gmina we Włoszech, w regionie Wenecja Euganejska, w prowincji Belluno.
Według danych na styczeń 2009 gminę zamieszkiwały 1624 osoby przy gęstości zaludnienia 85,7 os./1 km².